# Roland Grip
Bruno Roland Grip (ur. 1 stycznia 1941 w Föllinge, zm. 9 lutego 2024) – szwedzki piłkarz występujący na pozycji obrońcy.

## Kariera klubowa
Grip jako junior grał w klubie Bräcke SK. W 1962 roku trafił do IFK Östersund. W 1964 roku odszedł do AIK Solny. W 1969 roku dotarł z klubem do finału Pucharu Szwecji, gdzie AIK uległo jednak 0:1 IFK Norrköping. W 1971 roku przeszedł IK Sirius. W 1976 roku w klubie SK Iron zakończył karierę. W latach 1980–1982 był trenerem zespołu SK Iron.

## Kariera reprezentacyjna
W reprezentacji Szwecji Grip zadebiutował 19 lutego 1968 w wygranym 3:0 towarzyskim meczu z Izraelem. W 1970 roku został powołany do kadry na mistrzostwa świata. Zagrał na nich we wszystkich trzech meczach swojej drużyny – z Włochami (0:1), Izraelem (1:1) oraz Urugwajem (1:0). Z tamtego turnieju Szwedzi odpadli po fazie grupowej. W 1974 roku Grip ponownie był uczestnikiem mistrzostw świata. Tym razem również wystąpił na nich w trzech spotkaniach – z Holandią (0:0), Urugwajem (3:0) oraz Polską (0:1). Tamten mundial Szwedzi zakończyli na drugiej rundzie. W latach 1968–1974 w drużynie narodowej Grip rozegrał w sumie 55 spotkań i zdobył jedną bramkę.